# Vladimir Kuc
Vladimir Petrovič Kuc (in russo Владимир Петрович Куц?, in ucraino Володимир Петрович Куц?, Volodymyr Petrovyč Kuc; Oleksyne, 7 febbraio 1927 – Mosca, 16 agosto 1975) è stato un mezzofondista sovietico, campione olimpico di 5000 e 10000 metri piani a Melbourne 1956.

## Biografia
Nato nel 1927 ad Oleksyne, nell'odierna Ucraina, Kuc si mise in luce in campo internazionale nel 1954 vincendo a sorpresa la medaglia d'oro sui 5000 metri ai Campionati europei di atletica leggera svoltisi a Berna. Con il tempo di 13'56"6 Kuc precedette i favoriti, il plurimedagliato Emil Zátopek ed il britannico Christopher Chataway, stabilendo il nuovo record del mondo. 
Il 23 ottobre dello stesso anno, a Praga, Kuc ritoccò il suo record, portandolo a 13'51"2 e, il 18 settembre 1955, a Belgrado, lo porta a 13'46"8. L'11 settembre 1956, a Mosca, Kuc batté anche il primato mondiale dei 10000 metri, in 28'30"4, e lo deterrà sino al 1960.
Kuc si presentò da favorito ai Giochi olimpici di Melbourne 1956, sia nei 5000 metri che sulla distanza doppia. Nei 10000 metri vinse senza grandi difficoltà, stabilendo il nuovo record olimpico in 28'45"6.  Nei 5000 metri, corsi 5 giorni dopo, Kuc conquistò il suo secondo oro olimpico stabilendo il nuovo record dei Giochi anche su questa distanza in 13'39"6, davanti al britannico Gordon Pirie che, nel frattempo, gli aveva strappato il record mondiale.
Nel 1957, allo Stadio Olimpico di Roma, Kuc si riappropriò del record mondiale dei 5000 metri correndo in 13"35"0, tempo che rimarrà imbattuto fino al 1965, quando sarà migliorato da Ron Clarke.
Si ritirò dall'attività agonistica nel 1959, primatista in carica di entrambe le distanze dei 5000 e dei 10000 metri. Morì a causa di un attacco di cuore nel 1975 a Mosca, a soli 48 anni.

## Palmarès
| Anno | Manifestazione  | Sede      | Evento        | Risultato | Prestazione | Note            |
| ---- | --------------- | --------- | ------------- | --------- | ----------- | --------------- |
| 1954 | Europei         | Berna     | 5000 m piani  | Oro       | 13'56"6     | Record mondiale |
| 1956 | Giochi olimpici | Melbourne | 5000 m piani  | Oro       | 13'39"6     | Record olimpico |
| 1956 | Giochi olimpici | Melbourne | 10000 m piani | Oro       | 28'45"6     | Record olimpico |

## Campionati nazionali
1952
- 7º ai campionati sovietici, 10000 m piani - 31'02"4
- 6º ai campionati sovietici, 5000 m piani - 14'55"6

1953
- Oro ai campionati sovietici, 10000 m piani - 29'49"4
- Oro ai campionati sovietici, 5000 m piani - 14'02"2

1954
- Oro ai campionati sovietici, 10000 m piani - 29'21"4

1955
- Oro ai campionati sovietici, 10000 m piani - 29'06"2
- Oro ai campionati sovietici, 5000 m piani - 14'08"6

1956
- Oro ai campionati sovietici, 10000 m piani - 28'57"8
- Oro ai campionati sovietici, 5000 m piani - 13'42"2

1957
- Argento ai campionati sovietici, 10000 m piani - 29'10"0
- Oro ai campionati sovietici, 5000 m piani - 13'48"6

1958
- 7º ai campionati sovietici, 5000 m piani - 14'12"12

## Altre competizioni internazionali
1954
- Oro nell'incontro internazionale Unione Sovietica-Cecoslovacchia ( Praga), 5000 m piani - 13'46"8

1957
- 9º alla Corrida Internacional de São Silvestre ( San Paolo), 7,3 km - 22'47"7